# Uwe Jensen
Uwe Jensen (ur. 7 kwietnia 1936 w Dybbøl, zm. 13 grudnia 2019) – duński przedsiębiorca i polityk (posiadający także obywatelstwo amerykańskie), deputowany Folketingetu i poseł do Parlamentu Europejskiego.

## Życiorys
Syn rolnika Johannesa i Marthy M. Jensen. W 1953 ukończył szkołę realną w Padborg, odbył następnie kursy z zakresu sprzedaży i spedycji oraz uzyskał stopień lejtnanta rezerwy. Pracował jako spedytor i nauczyciel języków obcych, w pierwszej połowie lat 60. był przedstawicielem koncernu Lufthansa w Hongkongu. Zajął się prowadzeniem różnych przedsiębiorstw (m.in. agencji tłumaczeń), spośród których większość zbankrutowała.
Działał w Partii Postępu, zasiadał w radzie miejskiej Esbjerg. W kadencji 1977–1979 poseł do Folketingetu, a w 1980 przez kilka dni był zastępcą poselskim. Od sierpnia 1977 do kwietnia 1978 oddelegowany do Parlamentu Europejskiego, pozostawał deputowanym niezrzeszonym.
Powrócił następnie do kariery biznesowej. W 1982 wyemigrował do Stanów Zjednoczonych, uzyskał później obywatelstwo amerykańskie. Pracował w stanie Kentucky i Houston w branży węglowej. Na początku lat 90. wyemigrował na trzy lata do Kolumbii, gdzie poślubił kobietę. W 1993 powrócił do Houston, pracując m.in. w przedsiębiorstwie produkcyjnym i w radzie ds. eksportu. W 2002 został aresztowany w Stanach Zjednoczonych pod zarzutem przemytu broni do Kolumbii w zamian za narkotyki. W 2006 został w tej sprawie skazany na 14 lat więzienia, z którego zwolniono go w 2015.